# Non avere paura del buio (film 2010)
Non avere paura del buio (Don't Be Afraid of the Dark) è un film del 2010, diretto dall'autore di fumetti Troy Nixey, su una sceneggiatura di Matthew Robbins e Guillermo del Toro, quest'ultimo anche produttore della pellicola.
Interpretato da Katie Holmes, Guy Pearce e Bailee Madison, il film è un remake dell'omonimo film TV del 1973.

## Trama
Sally Hirst, una bambina taciturna e solitaria, si trasferisce in una villa del XIX secolo sita nel Rhode Island assieme al padre Alex e alla nuova compagna di lui, Kim. Sally, una volta arrivata, sente che qualcosa di strano incombe nella nuova dimora e cerca di farlo sapere a suo padre, ma quest'ultimo, architetto di professione, è talmente preso con i lavori di ristrutturazione che inizialmente non dà peso alle parole di sua figlia. Così Sally decide di indagare da sola nella nuova casa, nonostante gli avvertimenti del guardiano Harris. In questo modo scopre una cantina nascosta che non era stata più visitata per un centinaio d'anni dopo che il costruttore della casa, il famoso illustratore naturalista Blackwood, era scomparso misteriosamente.
Senza volerlo, Sally libera così delle creature mostruose che si nutrono dei denti dei bambini e cerca di convincere Alex e Kim che le creature non sono il frutto delle sue fantasie, ma rappresentano una reale minaccia che incombe su di loro. Infatti questi aggrediscono il signor Harris che sarà ricoverato in ospedale dove riceve la visita di Kim che crede a quello che dice Sally. Harris le dice di trovare l'opera d'arte inedita di Lord Blackwood nella biblioteca locale. Sally viene attaccata di nuovo dalle creature che sono guidate da Lord Blackwood ridotto ad uno di loro ma le mette in fuga con il flash della macchina fotografica poiché hanno paura della luce uccidendone una. Kim intanto trova il dipinto di Blackwood che raffigura suo figlio rapito dalle creature. Emerge così che Blackwood uccise con riluttanza la sua governante togliendole poi i denti e i propri e offrendoli alle creature affinché gli restituissero il figlio rapito ma le creature rifiutarono poiché volevano solo i denti dei bambini e lo trascinarono via.
Alex, Kim e Sally si preparano alla fuga ma le creature catturano e legano Sally con l'intento di trascinarla nel seminterrato e trasformarla in una di loro ma, Kim, rimasta tramortita, si riprende per liberare Sally ma rimane catturata dalle creature mentre la bambina schiaccia la creatura che si rivela essere Lord Blackwood. Alex e Sally, dopo aver pianto per la scomparsa di Kim, decidono di abbandonare la villa ma lasciandolo lì un disegno di Kim che però viene risucchiato dalle creature che, dalla loro tana, non possono uscire dato che l'ingresso è stato inchiodato con il metallo. Mentre le creature pianificano di uscire, Kim, ormai divenuta una di loro, le convince a rimanere nascoste perché sono immortali.

## Distribuzione
Il film, presentato al Virginia Film Festival nel novembre 2010, è stato distribuito nel Regno Unito e in Australia il 12 agosto 2011 e negli Stati Uniti il 26 agosto dello stesso anno. In Italia la pellicola è stata distribuita dalla Lucky Red il 13 gennaio 2012.
Dopo un primo teaser diffuso in autunno, la Lucky Red ha distribuito il trailer italiano del film il 28 dicembre 2011
.

## Riconoscimenti
- 2012 - Fangoria Chainsaw Awards
  - Nomination Miglior film della grande distribuzione
  - Nomination Miglior attrice a Bailee Madison
- 2012 - International Film Music Critics Award
  - Nomination Miglior colonna sonora originale per un film fantasy/di fantascienza/horror a Marco Beltrami e Buck Sanders
- 2011 - Rondo Hatton Classic Horror Awards
  - Nomination Miglior film a Troy Nixey